# Hydrolagus purpurescens
The purple chimaera or purple ghostshark (Hydrolagus purpurescens) là một loài cá thuộc họ Chimaeridae. Nó được tìm thấy ở Nhật Bản và Hoa Kỳ. Môi trường sống tự nhiên của chúng là open seas. Nó bị đe dọa do mất môi trường sống.